# Enok Zeeb
Enok Johannes Karl Malakias Zeeb (15. února 1882, Qaarsut - 12. října 1925, Saattut) byl grónský lovec a zemský rada zasedající v druhé severogrónské zemské radě.

## Životopis
Enok Zeeb byl synem lovce Andrease Hanse Karla Zeeba a jeho manželky Sary Helene Lovise Jakobsenové. Sám Enok byl také lovcem jako jeho otec. V roce 1917 byl zvolen do Severogrónské zemské rady na jedno volební období do roku 1922. O tři roky později zemřel ve věku 43 let při lovu na kajaku.